# Madeleine de Canossa
Pour les articles homonymes, voir Canossa (homonymie).
Madeleine de Canossa est une religieuse vénitienne, née le 1er mars 1774 à Vérone (république de Venise) où elle est morte le 10 avril 1835.
Elle est la fondatrice des Filles de la charité canossiennes. Elle a été canonisée par l'Église catholique.

## Vie et Œuvre
Madeleine de Canossa est une descendante de Mathilde de Canossa qui reçut le futur empereur germanique Henri IV allant à Canossa, pour faire amende honorable devant le pape Grégoire VII
Elle perd son père dans sa petite enfance et sa mère se remarie. Elle doit subir les mauvais traitements de sa gouvernante française, elle est malade et affaiblie,. 
À l'âge de 17 ans, elle fait deux essais chez les Carmélites, mais n'y trouve pas ce qu'elle cherche. Revenue chez elle, elle se montre une excellente administratrice de sa vaste maison. Elle reçoit même Napoléon Ier en son palais de Vérone. Ce dernier est impressionné par la pureté de sa vie, par ses vertus et sa modestie, il la qualifie « d'ange » (elle obtiendra ultérieurement de lui le don de l'ancien couvent des Augustines Véronèse pour y installer son institut).
La période révolutionnaire qu'elle vivait entraînait une recrudescence de la misère et des malheurs pour les plus pauvres. Madeleine elle-même dut quitter Vérone pour aller à Venise où elle alla visiter les hôpitaux et porter secours aux plus défavorisés,.
De retour à Vérone, bouleversée par la misère qu'elle côtoyait, elle décida de consacrer son temps et ses biens à aider de nombreuses familles dans le besoin, à assister des enfants abandonnés et de jeunes délinquants, à recevoir les pauvres qui frappaient tous les jours à la porte de son palais, et à rendre visite à ceux qui vivaient dans des masures insalubres,.
À sa famille et à ses proches qui s'inquiétaient, la trouvant irresponsable ou même folle, elle répondait: « Le fait d'être née marquise m'empêcherait-il d'avoir l'honneur de servir Jésus-Christ dans ses pauvres ? ».
Plus tard, avec quelques compagnes, elle part de chez elle, malgré l'opposition de son entourage, pour aller vivre dans les faubourgs les plus pauvres de Vérone et le 8 mai 1808, elle fonde la congrégation des Filles de la charité de Vérone,. 
Leurs activités embrassent cinq domaines : 
1. Scolarisation gratuite des enfants pauvres ;
2. Catéchèse ;
3. Visite des malades dans les hôpitaux, spécialement des femmes malades ;
4. Soutien du clergé (par l'organisation de retraites) ;
5. Exercices spirituels pour les dames de la noblesse, afin de les inciter à pratiquer la charité, et ensuite pour toutes celles qui le désirent.

Le 23 décembre 1828 elle obtient l'approbation pontificale de l'Institut des filles de la charité, lesquelles étaient déjà présentes également à Venise, Milan, Bergame et Trente.
Le 23 mai 1831 à Venise s'ouvre l'Institut des fils de la charité.
Inlassable, elle prépare d'autres implantations de son institut, quand elle meurt le 10 avril 1835. Après elle, l'institut continuera de s'accroître et de s'étendre : à la fin du XXe siècle, il compte plus de 2 600 religieuses, présentes dans le monde entier. Le pape Jean-Paul II a dit d'elle : « En Madeleine de Canossa, la loi évangélique de la mort qui donne la vie trouve ainsi une nouvelle et lumineuse réalisation ».

## Béatification - Canonisation
Madeleine de Canossa a été béatifiée le 7 décembre 1941 par le pape Pie XII, et canonisée le 2 octobre 1988 par le pape Jean-Paul II.
Dans son homélie Jean-Paul II a déclaré : « Lorsqu'elle se rendit compte des plaies effrayantes que la misère morale et matérielle répandait parmi la population de sa ville, elle comprit qu'elle ne pouvait aimer son prochain « en grande dame », c'est-à-dire en continuant à jouir des privilèges de son milieu social, se limitant à distribuer des biens, sans se donner elle-même. La vision du crucifix l'en empêchait ».
Sa mémoire est célébrée dans l’Église catholique le 10 avril, mais localement elle peut être célébrée le 8 mai (dans le diocèse de Bergame) ou le 9 mai (diocèse de Milan).

### Sources
- L'Osservatore Romano : 1988 n.41